# Дозовский мост
Дозовский мост (Запсибовский мост, Заводской мост) — совмещенный автомобильно-железнодорожный мост через реку Томь в Новокузнецке. Построен Мостопоезд-450 в 1957-1962 годах, став дорогим, самым длинным (486 м) и самым широким (25 м) мостом не только города, но и юга Кузбасса.

## Расположение
Соединяет проспект Строителей (Центральным район) и Заводское шоссе (Заводской район). На левом берегу в 50 метрах выше моста находится устье реки Аба.
Выше по течению находится Кузнецкий мост, ниже — Ильинский мост.

## История
До 1933 года здесь находилась переправа соединявшая Островскую площадку с левым берегом Томи. С 1933 по 1963 существовал понтонный мост, проезд и проход по которому был платным. Современный мост был построен в связи со строительством Западно-Сибирского металлургического комбината. Проект моста был разработан Сибирским отделением Промтранспроекта с использованием материалов Проектстальконструкции.
Мост строили следующим образом. Главные балки монтировали полунавесным способом от берегов к середине моста, причем после окончания монтажа металлических балок в конструкции остались временные сквозные швы, так что неразрезная балка оказалась как бы разрезанной на три консольные балки (первый этап). На втором этапе по верхним поясам балок уложили пучки из высокопрочной проволоки и натянули их, в результате чего верхний пояс балок обжимался усилием 760 т. На третьем этапе уложили железобетонные плиты и объединили их с металлическими балками, установив на концы консолей дополнительные грузы по 57 т. После снятия этих нагрузок балки выпрямились, и железобетонные плиты, объединенные с ними, оказались сжатыми, что повысило их трещиностойкость при эксплуатации. Когда заклепали временные стыки, система превратилась в неразрезную. Предварительное обжатие верхнего пояса балок уменьшило его сечение примерно в 2,5 раза и сэкономило 500 т металла (на все пролетное строение потребовалось около 5000 т стали), однако привело к значительному увеличению срока строительства. 
Открытие моста состоялось 8 января 1963 года, его длина составила 486 метров, а расчетное время эксплуатации 100 лет. С 1979 года по мосту проходит троллейбусная линия из Центрального в Заводской район.
Под мостом проходит железнодорожная линия Островская-Топольники.

## Конструкция
Русло реки перекрыто пятипролётными неразрезными балками с разбивкой на пролёты 73 + 3 х 109 + 73 м. Пролетное строение состоит из 10 главных балок, объединенных поперечными связями и железобетонной плитой проезжей части. Балки переменной высоты с криволинейным очертанием нижнего пояса — 2,35 м в середине больших пролётов и 5,55 м на промежуточных опорах. Балки изготовлены из низколегированной стали 15ХСНД. Длина моста составляет 486 м, ширина — 24,7 м (из них ширина проезжей части — 19,6 м и два тротуара по 2,55 м).
Мост предназначен для движения автотранспорта и пешеходов, с низовой стороны моста уложена неэлектрифицированная однопутная железнодорожная линия, соединяющая площадку рельсового проката ЗСМК и ДОЗ с Заводским районом. Проезжая часть моста включает в себя 4 полосы для движения автотранспорта. Покрытие проезжей части и тротуаров — асфальтобетон. Тротуары отделены от проезжей части высоким железобетонным парапетом. Перильное ограждение — металлические решетки между железобетонными тумбами, на устоях завершается железобетонным парапетом.